# Daniel Falkiner
Daniel Falkiner († 20. Januar 1759) war ein irischer Politiker.
Daniel Falkiner wurde in der zweiten Hälfte des 17. Jahrhunderts als Sohn von Daniel und Rebecca Falkiner geboren. Von 1727 bis zu seinem Tod gehörte er dem Irish House of Commons als Abgeordneter an. Als Ratsherr in Dublin bekleidete er von 1739 bis 1740 das Amt des Oberbürgermeisters von Dublin (Lord Mayor of Dublin).
Der spätere Baronet und Abgeordnete im Irish House of Commons Riggs Falkiner ist sein Neffe.